# Sendang Agung
 (juillet 2025).

Sendang Agung est un village dans le kabupaten de Sleman, dans le territoire spécial de Yogyakarta, dans le centre de l'île de Java en Indonésie.
Tous les ans, à l'occasion de la cérémonie du bersih desa par laquelle les villageois rendent hommage à Sri, la déesse riz, à l'esprit tutélaire du lieu et au fondateur mythique du villag, le cikal bakal, la population de Sendang Agung honore Ki Ageng Tunggul Wulung, son fondateur.
Cette cérémonie est destinée à assurer de bonnes récoltes et plus généralement, à demander sécurité et prospérité. Les Javanais croient à la puissance des esprits de leurs ancêtres, auxquels ils demandent protection, faute de quoi ils ne se sentiront pas en sécurité dans leur vie quotidienne.
La cérémonie doit se tenir un vendredi correspondant au jour pon de la semaine javanaise de cinq jours ou pasaran. Elle se clôt par une danse traditionnelle tayub et la consommation d'alcool traditionnel arak (différent de l'arak du Moyen-Orient).
D'après la légende, Ki Ageng Tunggul Wulung était un prince du royaume de Majapahit dans l'est de Java qui refusait l'importance grandissante de l'islam dans le royaume. Avec sa famille et sa suite, il fuit vers l'ouest. Arrivé dans un hameau, il s'y installa. Une nuit, la veille d'unvendredi pon, Ki Ageng Tunggul Wulung se recueillit sous un arbre au bord de la rivière Progo pour demander conseil au Tout-Puissant. Puis lui et sa suite connurent le moksa, c'est-à-dire l'évaporation dans le monde spirituel. Une tombe a été dressée sur le lieu du moksa. Considérée comme sacrée, elle reçoit souvent la visite de personnes qui ont un vœu à formuler.